# Igoris Morinas
Igoris Morinas (født 21. februar 1975 i Vilnius, Sovjetunionen) er en litauisk tidligere fodboldspiller (midtbane).
Morinas spillede i perioden 1996-2007 51 kampe og scorede syv mål for Litauens landshold. På klubplan repræsenterede han blandt andet Žalgiris og Kruoja i hjemlandet, samt tyske Hannover 96 og Mainz 05.